# Шевниця (Польща)
Шевниця (пол. Szewnica) — село в Польщі, у гміні Ядув Воломінського повіту Мазовецького воєводства.
Населення — 650 осіб (2011).
У 1975—1998 роках село належало до Седлецького воєводства.

## Демографія
Демографічна структура станом на 31 березня 2011 року:
|          | Загалом | Допрацездатний вік | Працездатний вік | Постпрацездатний вік |
| -------- | ------- | ------------------ | ---------------- | -------------------- |
| Чоловіки | 298     | 65                 | 202              | 31                   |
| Жінки    | 352     | 66                 | 200              | 86                   |
| Разом    | 650     | 131                | 402              | 117                  |